# Supreme Clientele
Supreme Clientele - En español: Clientela suprema - es el segundo álbum de estudio del rapero estadounidense y miembro de Wu Tang Clan, Ghostface Killah, lanzado el 8 de febrero de 2000 por Epic Records. Contiene los sencillos Apollo Kids, y Cherchez La Ghost, y pese a su promoción limitada, logró buenas ventas y escalar a altas posiciones en las listas musicales.
El álbum incluye el característico estilo de rima rápida y letras con conciencia social de Ghostface, y cuenta con la participación de otros artistas y compañeros de Wu Tang, como Cappadonna, GZA, Masta Killa, Method Man, Raekwon, Redman, RZA, U-God y otros. Entre sus productores destaca RZA, compañeros de Ghosface en Wu Tang, y encargado de remezclar algunos temas, para lograr una coesión en el trabajo de los otros productores involucrados.
Supreme Clientele alcanzó el puesto 7 en su debut en la Billboard 200, llegando hasta el puesto 2 en la lista de mejores álbumes de hip hop / rap, y vendiendo 134.000 copias en su primera semana.
En el 2020 el álbum fue incluido en la lista de los 500 mejores álbumes de todos los tiempos de la revista Rolling Stone, ocupando el puesto 403 y es considerado como uno de los mejores álbumes de la década de los 2000 y de su carrera.